# Calophorus coriaceus
Calophorus coriaceus är en skalbaggsart som beskrevs av Pierre Lesne 1906. Calophorus coriaceus ingår i släktet Calophorus och familjen kapuschongbaggar. Inga underarter finns listade i Catalogue of Life.